# Chaeyeon (piosenkarka)
Lee Chae-yeon (kor. 이채연, ur. 11 stycznia 2000 w Yongin), lepiej znana jako Chaeyeon – południowokoreańska piosenkarka, tancerka, raperka i autorka tekstów. Jest znana jako była członkini południowokoreańsko-japońskiej grupy Iz*One, po zajęciu 12. miejsca w programie survivalowym Produce 48 na kanale Mnet. 12 października 2022 roku Chaeyeon zadebiutowała solowo minialbumem Hush Rush.

## Życiorys

### Wczesne życie
Chaeyeon urodziła się 11 stycznia 2000 roku w Yongin w Korei Południowej. Uczęszczała do liceum Seocheon i ukończyła je w lutym 2020 roku. Ma dwie młodsze siostry, Chaeryeong z zespołu Itzy i Lee Chae-min.

### 2013–2017:K-pop Star 3iSixteen
Chaeyeon po raz pierwszy pojawiła się na telewizji razem ze swoją młodszą siostrą Chaeryeong podczas trzeciego sezonu programu K-pop Star. Obydwie zostały wyeliminowane z programu, jednak udało im się dołączyć do JYP Entertainment jako stażystki.
Następnie w 2015 roku wzięła udział w reality show Mnet Sixteen, które ostatecznie wyłoniło członkinie zespołu Twice. Została wyeliminowana w trzecim odcinku Sixteen i nie zdołała zadebiutować. Po pewnym czasie, po opuszczeniu programu Sixteen, ostatecznie opuściła także agencję JYP i dołączyła do WM Entertainment. 

### 2018–2021:Produce 48, debiut z Iz*One i działalność solowa
Od 15 czerwca do 31 sierpnia 2018 roku Chaeyeon reprezentowała WM Entertainment w programie survivalowym Produce 48.
Ostatecznie zajęła 12. miejsce i zadebiutowała w grupie Iz*One. Debiutancki minialbum grupy o nazwie Color*Iz został wydany 29 października 2018 roku, a głównym singlem był utwór „La Vie en Rose”.
29 kwietnia 2021 roku IzOne rozwiązało się po wygaśnięciu kontraktu grupy. 11 lipca 2021 roku ogłoszono, że weźmie udział w reality show o nazwie Street Woman Fighter jako jedna z członkiń ekipy tanecznej Want. Ekipa została wyeliminowana w 6. odcinku. We wrześniu ogłoszono, że Chaeyeon oraz byłe członkinie IzOne, Jo Yu-ri i Kang Hye-won, będą prowadzącymi w nowym programie internetowym zatytułowanym Adola Travel Agency: Cheat-ing Trip.
13 grudnia 2021 roku Chaeyeon wystąpiła wraz z Kang Chan-hee w krótkim filmie promocyjnym dla Organizacji Turystycznej Busan.

### Od 2022: debiut zHush RushiOver the Moon
15 września 2022 roku WM Entertainment potwierdziło, że Chaeyeon zadebiutuje solowo w październiku. 21 września opublikowano zapowiedź jej debiutanckiego minialbumu zatytułowanego Hush Rush, który został wydany 12 października 2022 roku. Wraz z nim ukazał się teledysk oraz trzy dodatkowe utwory: „Same but Different”, „Danny” i „Aquamarine”.
21 marca 2023 roku ogłoszono, że 12 kwietnia Chaeyeon wyda swój drugi minialbum zatytułowany Over the Moon.
6 września Chaeyeon wydała swój pierwszy single album zatytułowany The Move: Street i jego główny utwór „Let's Dance”.

## Dyskografia

### Solo

#### Minialbumy
| Rok  | Dane dot. albumu                                                                                      | Najwyższa pozycja | Sprzedaż       |
| Rok  | Dane dot. albumu                                                                                      | KOR (Circle)      | Sprzedaż       |
| ---- | --- | ----------------- | -------------- |
| 2022 | Hush Rush - Wydany: 12 października 2022 - Wytwórnia: WM Entertainment - Format: CD, digital download | 10                | - KOR: 36 589+ |
| 2023 | Over the Moon - Wydany: 12 kwietnia 2023 - Wytwórnia: WM Entertainment - Format: CD, digital download | 9                 | - KOR: 31 066+ |

### Single

#### Single albumy
| Rok  | Dane dot. albumu                                                                                        | Najwyższa pozycja | Sprzedaż      |
| Rok  | Dane dot. albumu                                                                                        | KOR (Circle)      | Sprzedaż      |
| ---- | --- | ----------------- | ------------- |
| 2023 | The Move: Street - Wydany: 6 września 2023 - Wytwórnia: WM Entertainment - Format: CD, digital download | 11                | - KOR: 19 351 |

#### Single cyfrowe
| Rok                                                      | Tytuł         | Najwyższa pozycja | Najwyższa pozycja | Album            |
| Rok                                                      | Tytuł         | KOR               | KOR               | Album            |
| Rok                                                      | Tytuł         | Circle            | Songs             | Album            |
| -------------------------------------------------------- | ------------- | ----------------- | ----------------- | ---------------- |
| 2022                                                     | „Hush Rush”   | –                 | –                 | Hush Rush        |
| 2023                                                     | „Knock”       | 26                | 13                | Over the Moon    |
| 2023                                                     | „Let's Dance” | –                 | –                 | The Move: Street |
| „–” oznacza, że singel nie był notowany na danej liście. |               |                   |                   |                  |

### Autorstwo piosenek
Wszystkie informacje o autorstwie piosenek pochodzą z bazy danych Korea Music Copyright Association, chyba że zaznaczono inaczej.
| Rok  | Utwór         | Album         | Artysta  | Tekst piosenki | Kompozycja |
| ---- | ------------- | ------------- | -------- | -------------- | ---------- |
| 2020 | „With*One"    | Oneiric Diary | Iz*One   | Tak            | Nie        |
| 2023 | „Like a Star" | Over The Moon | Chaeyeon | Tak            | Nie        |

## Filmografia

### Seriale telewizyjne
| Rok  | Tytuł                  | Rola                  |
| ---- | ---------------------- | --------------------- |
| 2010 | Bread, Love and Dreams | Uczennica podstawówki |

### Programy telewizyjne
| Rok       | Tytuł                | Uwagi                       |
| --------- | -------------------- | --------------------------- |
| 2013–2014 | K-pop Star 3         | uczestniczka                |
| 2015      | Sixteen              | uczestniczka                |
| 2018      | Produce 48           | uczestniczka                |
| 2021      | Street Woman Fighter | uczestniczka                |
| 2022      | The Travelog         | członkini obsady            |
| 2023      | Queendom Puzzle      | uczestniczka (wycofała się) |

### Programy internetowe
| Rok  | Tytuł                               | Uwagi             |
| ---- | ----------------------------------- | ----------------- |
| 2021 | Adola Travel Agency: Cheat-ing Trip | członkini obsady  |
| 2021 | Get It Beauty K-BOX                 | główna prowadząca |